# Frida Nilsson
Frida Nilsson (ur. 16 stycznia 1979 w Hardemo) – jedna z czołowych szwedzkich autorek piszących dla dzieci.

## Twórczość
Po polsku nakładem Wydawnictwa Zakamarki ukazały się:
- Moja mama Gorylica, tłum. Marta Wallin, il. Lotta Geffenblad (Apstjärnan, wyd. szwedzkie 2005, wyd. polskie 2014)
- Prezent dla Cebulki, tłum. Agnieszka Stróżyk, il. Maria Nilsson Thore (God Jul, Lilla Lök, wyd. szwedzkie 2014, wyd. polskie 2014)
- Piraci Oceanu Lodowego, tłum. Marta Wallin, il. Alexander Jansson (Ishavspirater, wyd. szwedzkie 2015, wyd. polskie 2018)

a także seria o Hedwidze w tłumaczeniu Barbary Gawryluk z ilustracjami Anke Kuhl (Wydawnictwo Dwie Siostry):
- Hedwiga ISBN 978-83-8150-154-5
- Hedwiga i Maks-Olof ISBN 978-83-8150-261-0
- Hedwiga i lato ze Sznyclem ISBN 978-83-8150-473-7
- Hedwiga i księżniczka z Hardemo ISBN 978-83-8150-107-1